# Rəşid Behbudov

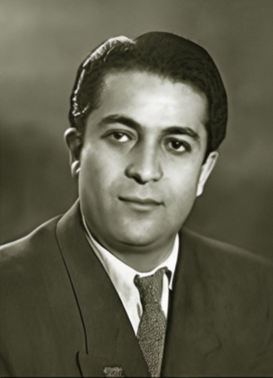
Rashid Behbudov (vor 1954)

Rashid Behbudov (aserbaidschanisch: رشید بهبوداوف, Rəşid Məcid oğlu Behbudov; * 14. Dezember 1915 in Tiflis; † 9. Juni 1989 in Moskau) war ein sowjetischer aserbaidschanischer Opernsänger und Schauspieler. Er sang unter anderem auf aserbaidschanisch, russisch, persisch, türkisch, Hindi, Urdu und Bengali.

## Leben
Rashid Behbudov wurde 1915 im georgischen Tiflis geboren, das damals zum russischen Kaiserreich gehörte. Sein Vater, Majid Behbudov, der gebürtig aus Şuşa kam, war ebenfalls Sänger. 1933 trat Behbudov in die Eisenbahnfachschule ein, wo er Organisator des dortige Schülerorchesters wurde. Während seines Dienstes in der Roten Armee war er Solist des Armeeensembles. Zwischen 1938 und 1944 arbeitete er für die Staatsphilharmonie in Jerewan und die dortige Oper. Im Jahr 1945 zog Behbudov auf Einladung von Tofig Guliyev nach Baku, wo er  selben Jahr die Hauptrolle Asgar im Film „Arschin Mal Alan“ erhielt, welcher unter Üzeyir Hacıbəyov geführt wurde. Seine Rolle in diesem Film machte ihn und seine stimmlichen Fähigkeiten in ganz Aserbaidschan bekannt und brachten ihm Ruhm. 
In kürzester Zeit wurde Behbudov zu einem gefeierten aserbaidschanischen Pop-Sänger seiner Zeit. Seine musikalischen Werke reichten von klassischen Darbietungen bis hin zu lyrischen Liedern. Behbudovs stimmliches Talent ermöglichte es ihm, als Musiker über den „Eisernen Vorhang“ der Sowjetunion hinaus zu reisen, wodurch er in mehreren Ländern Europas, Asiens und Lateinamerikas herumreiste (unter anderem in Iran, Türkei, China, Indien, Japan und Argentinien).
Im Jahr 1966 gründete er das Staatliche Liedertheater, das heute nach ihm benannt ist, und war dort als Solist und Kunstleiter tätig.
Behbudov starb am 9. Juni 1989 nach einem Krankenhausaufenthalt in Moskau. Er wurde in der Fəxri Xiyaban in Baku beigesetzt.

## Privates
Behbudov war mit Jeyran Behbudova (1935–2017) verheiratet.